# James Astbury Hammersley
James Astbury Hammersley (1815-1869) est un peintre anglais, professeur d'art et de dessin.

## Biographie
Né à Burslem dans le Staffordshire, Hammersley se forme à l'art auprès de James Baker Pyne. Durant les années 1840 il enseigne à la Nottingham School of Design (en), où il a pour élèves le futur architecte Henry Hunter et Andrew MacCallum entre autres,.
Du mois de mai 1849 jusqu'au 31 décembre 1862, Hammersley est directeur des études de la Manchester School of Design (en). Il prend part à la création de la Manchester Academy of Fine Arts (en) dont il est élu premier président le 28 mai 1857. Il démissionne de ce poste le 30 décembre 1861.
Mort à Manchester à 1869, Hammersley est enterré à l'église St. John, Higher Broughton.

## Œuvres
Hammersley reçoit du prince consort Albert une commande pour peindre le château de Rosenau situé non loin de Cobourg en Bavière, lieu de naissance du prince, et une autre scène en Allemagne. Ces tableaux entrent dans la collection royale du château de Windsor.
En 1850, Hammersley prononce un discours à Nottingham sur les Préparatifs sur le continent pour l'Exposition universelle de 1851 et la condition des écoles d'art continentales, discours qui est ensuite publié. En 1856, il rédige un article qui paraît dans le Manchester Papers intitulé « Exposition des trésors d'art du Royaume-Uni » en anticipation de l'exposition de Manchester.